# Fred Hoyle

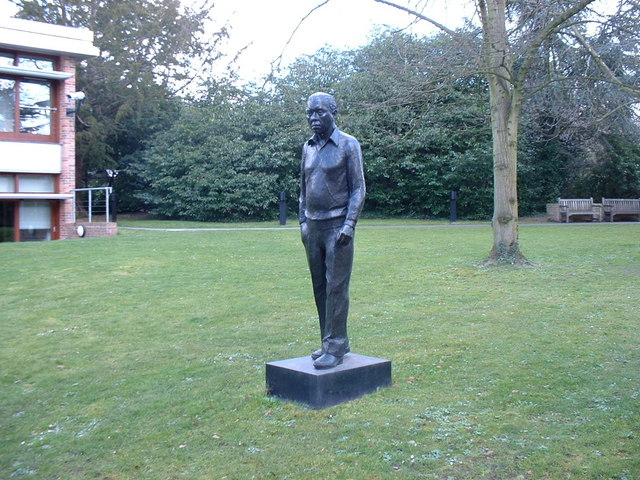
Pomnik Freda Hoyle’a przed Instytutem Astronomii Uniwersytetu w Cambridge

Sir  Fred Hoyle (ur. 24 czerwca 1915 w Gilstead w hrabstwie West Yorkshire, zm. 20 sierpnia 2001 w Bournemouth) – brytyjski naukowiec: astronom, astrofizyk teoretyczny, matematyk oraz popularyzator nauki; profesor Uniwersytetu w Cambridge i Uniwersytetu Cornella. Członek Towarzystwa Królewskiego w Londynie (ang. Royal Society), prezes Królewskiego Towarzystwa Astronomicznego (ang. Royal Astronomical Society, 1971–1973) i laureat szeregu prestiżowych nagród, wiodących w astronomii jak Złoty Medal RAS (1968) i Nagroda Crafoorda (1997).
Hoyle zajmował się między innymi astrofizyką jądrową, kosmologią i astrobiologią. Jego główne osiągnięcia dotyczą nukleosyntezy – powstawania jąder atomowych różnych pierwiastków. W kosmologii był współtwórcą modelu stacjonarnego – historycznej hipotezy alternatywnej do Wielkiego Wybuchu, finalnie odrzuconej. W astrobiologii bronił spekulatywnej hipotezy panspermii.

## Życiorys
Studiował matematykę w Emmanuel College na Uniwersytecie Cambridge, które ukończył z najwyższym wyróżnieniem. Po odbyciu służby w czasie II wojny światowej w Admiralicji Brytyjskiej, gdzie zajmował się wykorzystaniem radaru, powrócił do St John’s College na Uniwersytecie Cambridge, którego wykładowcą był w latach 1939–1972. Zajmował wiele innych stanowisk akademickich. W latach 1945–1958 wykładowca uniwersytecki matematyki w Cambridge. W latach 1958–1972 profesor w Katedrze Astronomii i Eksperymentalnej Filozofii im. Plumiana Uniwersytetu w Cambridge, 1967–1973 dyrektor Instytutu Astronomii Teoretycznej w Cambridge, profesor astronomii w Królewskim Instytucie Wielkiej Brytanii w latach 1969–1972. W latach 1971–1973 prezes Królewskiego Towarzystwa Astronomicznego. Członek zespołu w obserwatoriach astronomicznych w Mount Wilson i Palomar w latach 1957–1962, wizytujący profesor astronomii w Kalifornijskim Instytucie Technologii (CalTech) w latach 1953–1956 i profesor w katedrze Andrew D. White'a w Uniwersytecie Cornella w latach 1972–1978.

## Dorobek naukowy
Autor licznych prac dotyczących budowy wewnętrznej i ewolucji gwiazd oraz właściwości materii międzygwiazdowej. Twórca teorii akrecji materii międzygwiazdowej przez gwiazdy oraz twórca wraz z H. Bondim tzw. teorii ciągłej kreacji (powstawania) materii we Wszechświecie.
Ponadto publikował prace z zakresu kosmologii. Współtwórca (wraz z Thomasem Goldem) modelu stanu stacjonarnego (Steady State theory), do której w 1948 opracował podstawy matematyczne. Wspólnie z Williamem Fowlerem oraz Geoffreyem i Margaret Burbidge’ami przedstawił serię pionierskich prac na temat powstawania pierwiastków ciężkich w procesach jądrowych we wnętrzu gwiazd. W 1960 ogłosił hipotezę na temat powstania Słońca i planet z chłodnego obłoku materii w jednym procesie. Twórca i orędownik kontrowersyjnej teorii panspermii, w myśl której życie narodziło się nie na Ziemi, lecz przywędrowało na nią z kosmosu. 
W roku 1981 zaszokował świat nauki odrzucając możliwość ewolucji chemicznej oraz stając się dozgonnym zwolennikiem teorii panspermii.

## Zaszczyty
Fred Hoyle był laureatem wielu nagród i członkiem wielu towarzystw. Do Towarzystwa Królewskiego przyjęto go w 1957, a w 1973 został honorowym członkiem St. John's College w Cambridge.
- 1968: Złoty Medal Królewskiego Towarzystwa Astronomicznego,
- 1968: Nagroda Kalinga od UNESCO[3],
- 1970: złoty Medal Bruce od Towarzystwa Astronomicznego Pacyfiku (ang. ASP),
- 1971: nagroda Henry Norris Russell Lectureship od Amerykańskiego Towarzystwa Astronomicznego (ang. AAS),
- 1972: tytuł szlachecki Sir,
- 1974: Medal Królewski (ang. Royal Medal) od Towarzystwa Królewskiego w Londynie (ang. Royal Society),
- 1977: Nagroda Doroty Klumpke-Roberts za popularyzację astronomii,
- 1992: Medal Karla Schwarzschilda od Niemieckiego Towarzystwa Astronomicznego (niem. Astronomische Gesellschaft),
- 1997: Nagroda Crafoorda.

## Publikacje
Autor wielu cenionych publikacji popularnonaukowych z zakresu astronomii, astrofizyki i kosmologii oraz książek z dziedziny fantastyki naukowej. Napisał również autobiografię.
- 1966: Man in the Universe,
- 1979: Disease From Space (wspólnie z N.C. Wickramasinghe),
- 1983: The Intelligent Universe,
- 1957: Black Cloud (powieść s-f),
  - 1981: wyd. pol. Czarna chmura, Kraków, ISBN 83-08-00509-8,
- Origin of the universe and the origin of religion,
  - 1999: Katastrofy kosmiczne i narodziny religii, Warszawa, ISBN 83-01-12873-9,
- Mathematics of evolution,
  - 2003: Matematyka ewolucji, Warszawa, ISBN 83-901413-3-7,
- Home is where the wind blows,
  - 2001: Mój dom kędy wieją wiatry: stronice z życia kosmologa, autobiografia, wyd. pol. Warszawa, ISBN 83-7255-177-4.